# ماه‌گرفتگی اکتبر ۲۰۲۳
| ماه گرفتگی پنومبرال ۲۸ اکتبر ۲۰۲۳                         | ماه گرفتگی پنومبرال ۲۸ اکتبر ۲۰۲۳ |
| --------------------------------------------------------- | --------------------------------- |
| در این پدیده حدود ۱۲٫۴ از سطح ماه به زیر سایه زمین می‌رود. |                                   |
| سری (و عضو)                                               |                                   |
| مدت زمان (ساعت: mn: sc)                                   |                                   |
| پنومبرال                                                  |                                   |
| مخاطب                                                     |                                   |
| P1                                                        | UTC                               |
| بزرگ‌ترین                                                  |                                   |
| P4                                                        |                                   |

ماه‌گرفتگی جزئی در ۲۸ اکتبر ۲۰۲۳ (معادل ۶ آبان سال ۱۴۰۲) خواهدبود که در بخش‌هایی از آمریکای شرقی، اروپا، آفریقا، آسیا و استرالیا می‌توان به مشاهده آن پرداخت.
این ماه گرفتگی با قدر ۱۲/۴ درصد است و تمام مراحل قابل مشاهده در ایران قابل مشاهده خواهد بود.
ساعات گرفت به افق ایران:
- آغاز گرفت: ۲۳:۰۵ (۶ آبان)
- حداکثر گرفت: ۲۳:۴۴ (۶ آبان)
- پایان گرفت:۰۰:۲۳ (۷ آبان)[۱]